# Friedrich Rochleder
Friedrich Rochleder (Vienna, 15 maggio 1819 – Vienna, 5 novembre 1874) è stato un chimico austriaco.

## Biografia
Figlio del farmacista Anton Rochleder, studiò medicina all'Università di Vienna, conseguendo il dottorato nel 1842. Successivamente studiò chimica a Gießen con Justus von Liebig (1803-1873), seguito da diversi mesi trascorsi a Parigi e Londra. Nel 1845 fu nominato professore di chimica tecnica presso la nuova accademia tecnica di Leopoli. Successivamente fu professore di chimica all'Università Carlo di Praga (1849) e professore di chimica generale e farmaceutica all'Università di Vienna (1870). Nel 1848 divenne membro a pieno titolo dell'Accademia delle scienze di Vienna.

## Opere
- Beitrage zur Phytochemie, 1847
- Die Genussmittel und Gewurze in chemischer Beziehung, 1852
- Phytochemie, 1854
- Chemie und Physiologie der Pflanzen, 1858
- Anleitung zur Analyse von Pflanzen und Pflanzentheilen, 1858
- "Proximate analysis of plants and vegetable substances", 1862.